# گورستان ابرده سفلی
قبرستان ابرده سفلی مربوط به سدهٔ ۹ ه.ق تا اواخر دوره قاجار است و در شهرستان مشهد، روستای ابرده سفلی واقع شده و این اثر در تاریخ ۱۹ مرداد ۱۳۸۴ با شمارهٔ ثبت ۱۲۹۵۰ به‌عنوان یکی از آثار ملی ایران به ثبت رسیده است.